# Dème de Zagóri
Le dème de Zagóri (grec moderne : Δήμος Ζαγορίου) est un dème situé dans la périphérie d'Épire en Grèce. Le dème actuel est issu de la fusion en 2011 entre les dèmes de Pápingo, de Tymphée, de Vovoúsa, de Zagóri-Central et de Zagóri-Oriental.
À la fin du 18e siècle et pendant tout le 19e siècle, les villages en Zagori devinrent aisés, grâce aux Valaques, qui s'enrichissaient en travaillant sur le commerce entre Vienne et Constantinople. Les hommes faisaient fortune en émigrant très jeunes et en installant des affaires dans différentes villes de l'empire d'Autriche-Hongrie et de Roumanie. Ils faisaient du négoce, devenaient médecins ou enseignants. Puis ils faisaient venir des parents qui s'installaient avec eux. Ils revenaient au village épouser une femme, femme qui restait dans le village, élevait leurs enfants, jusqu'à ce que le mari accumule une fortune suffisante pour construire une maison au pays d'origine. Il y fallait de grands tapis, des tas d'icones. Le migrant revenait alors, et devenait un notable pour le reste de sa vie. Avec les Valaques, les villages en Zagori prenaient un aspect plus cosmopolite que paysan. Une situation similaire s'est produite dans d'autres lieux de la région, comme par exemple à la ville de Voskopojë, dans ce qui est aujourd'hui l'Albanie.

## Protection
En septembre 2023, l'UNESCO inscrit le « paysage culturel de Zagori » sur la liste du patrimoine mondial.